# Synthecium robustum
Synthecium robustum är en nässeldjursart som beskrevs av Nutting 1904. Synthecium robustum ingår i släktet Synthecium och familjen Syntheciidae. Inga underarter finns listade i Catalogue of Life.